# Баричка (Мазовецьке воєводство)
Баричка (пол. Baryczka) — село в Польщі, у гміні Пшиленк Зволенського повіту Мазовецького воєводства.
Населення — 145 осіб (2011).
У 1975—1998 роках село належало до Радомського воєводства.

## Демографія
Демографічна структура станом на 31 березня 2011 року:
|          | Загалом | Допрацездатний вік | Працездатний вік | Постпрацездатний вік |
| -------- | ------- | ------------------ | ---------------- | -------------------- |
| Чоловіки | 72      | 19                 | 45               | 8                    |
| Жінки    | 73      | 14                 | 43               | 16                   |
| Разом    | 145     | 33                 | 88               | 24                   |